# Mauborguet
Mauborguet (en francès Maubourguet) és un municipi francès situat al departament dels Alts Pirineus i a la regió d'Occitània. Limita al nord-oest amb Estirac, al nord amb L'Abatut, al nord-est amb Auriavath, a l'oest amb Sombrun, a l'est amb Sauvatèrra, al sud-oest amb La Hita Topièra i La Reula, al sud amb Nolhan i al sud-est amb La Fitòla.

## Demografia
| 1962                                       | 1968  | 1975  | 1982  | 1990  | 1999  | 2007  |
| ------------------------------------------ | ----- | ----- | ----- | ----- | ----- | ----- |
| 2.350                                      | 2.479 | 2.583 | 2.573 | 2.472 | 2.412 | 2.545 |
| Des de 1962: població sense dobles comptes |       |       |       |       |       |       |

## Administració
| Període   | Identitat    | Partit |
| --------- | ------------ | ------ |
| 1989-1998 | Jean Glavany | PS     |
| 1998-     | Jean Guilhas | PS     |